# Liste der Baudenkmäler in Unterthingau

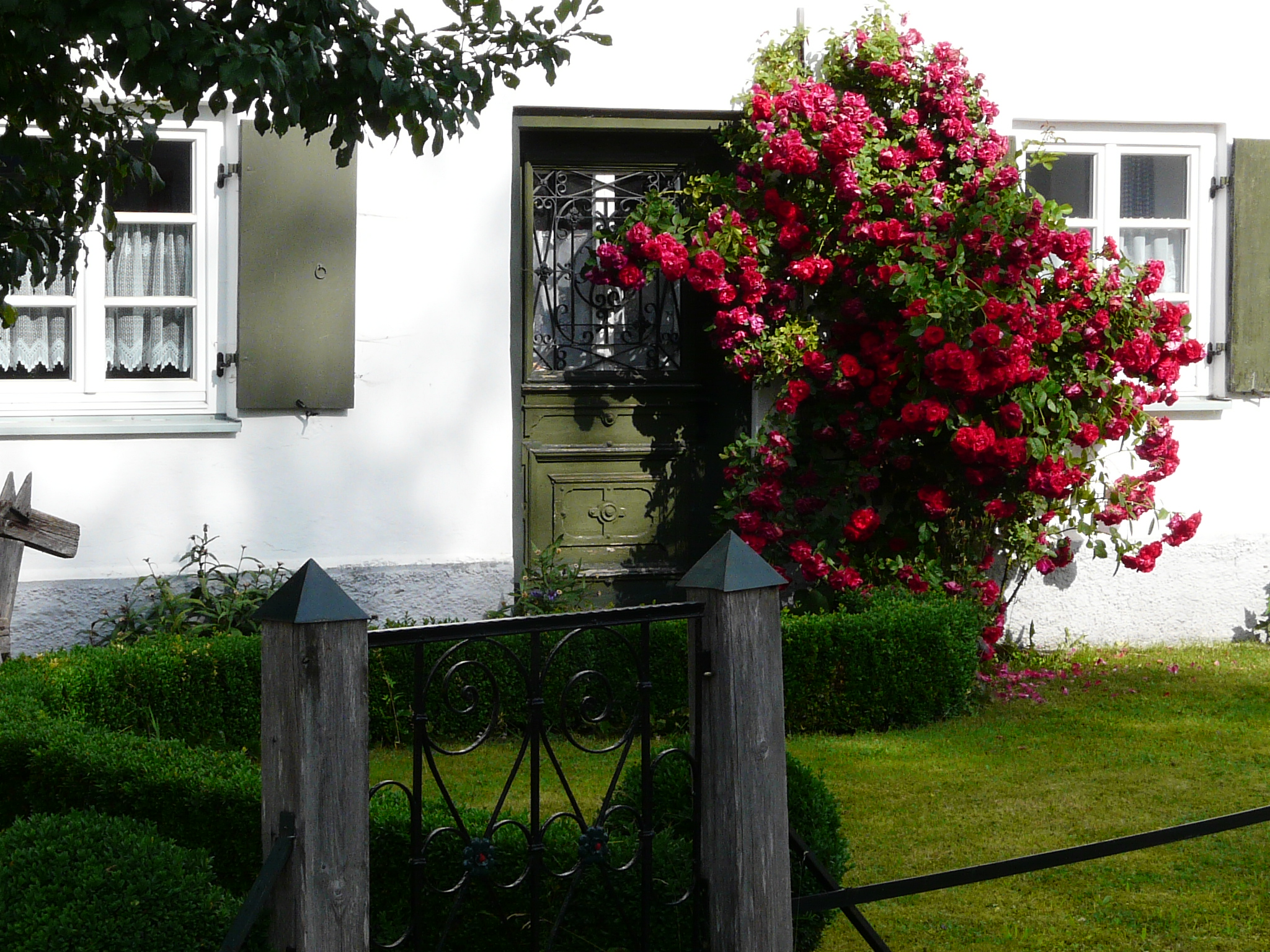
In Unterthingau

Auf dieser Seite sind die Baudenkmäler in dem schwäbischen Markt Unterthingau zusammengestellt. Diese Tabelle ist eine Teilliste der Liste der Baudenkmäler in Bayern. Grundlage ist die Bayerische Denkmalliste, die auf Basis des Bayerischen Denkmalschutzgesetzes vom 1. Oktober 1973 erstmals erstellt wurde und seither durch das Bayerische Landesamt für Denkmalpflege geführt wird. Die folgenden Angaben ersetzen nicht die rechtsverbindliche Auskunft der Denkmalschutzbehörde.

## Baudenkmäler nach Ortsteilen

### Unterthingau
| Lage | Objekt                               | Beschreibung | Akten-Nr.     | Bild                           |
| --- | ------------------------------------ | --- | ------------- | ------------------------------ |
| An der Ach 8 (Standort)                                                                                       | Wohnhaus                             | zweigeschossiger verputzter Ständerbau mit vorspringendem Stubenstock und Kerbschnitzerei, im Kern Ende 17. Jahrhundert. | D-7-77-175-1  | Wohnhaus                       |
| Burganger 14, 16 (Standort)                                                                                   | Doppelhaus                           | ausgebauter Hakenschopf, hängende Traufe und Kopfbüge, im Kern Ende 17. Jahrhundert. | D-7-77-175-2  | Doppelhaus                     |
| Kemptener Straße 1 (Standort)                                                                                 | Zweigeschossiger Satteldachbau       | mit angeschlossenem Wirtschaftsteil, im Kern zweite Hälfte 18. Jahrhundert, um 1830/40 verändert und erweitert. | D-7-77-175-33 | Zweigeschossiger Satteldachbau |
| Kemptener Straße 13 (Standort)                                                                                | Bauernhaus                           | zweigeschossiger Wohnteil mit Flachsatteldach und weitem Dachüberstand, Kerbschnitzerei, im Kern Ende 18. Jahrhundert. | D-7-77-175-3  | Bauernhaus                     |
| Kirchenweg 4 (Standort)                                                                                       | Katholische Pfarrkirche St. Nikolaus | Saalbau mit eingezogenem Chor mit Dreiseitschluss und Strebepfeilern, nördlich angestellter Turm mit Satteldach, Turm mittelalterlich, wohl 14. Jh., 1698/99 erhöht durch Hans Doll, Chor bez. 1514, Langhaus wohl gleichzeitig, Sakristei im nördlichen Chorwinkel, 1687/89 durch Jakob Eheleuthner; mit Ausstattung.                  | D-7-77-175-4  | weitere Bilder                 |
| Kleine Gasse 9 (Standort)                                                                                     | Wohnhaus                             | zweigeschossiger verputzter Ständerbau mit Flachsatteldach, offener Riegelwand und bemalter Flugpfette, Ende 17. Jahrhundert. | D-7-77-175-5  | Wohnhaus                       |
| Marktoberdorfer Straße 2 (Standort)                                                                           | Ehemaliges Bauernhaus                | Mitterstallbau, zweigeschossiger Flachsatteldachbau mit zweiflügeliger Haustür und verputztem Fachwerkgiebel, im Kern um 1661 (dendrochronologisch datiert), Widerkehr erneuert. | D-7-77-175-6  | Ehemaliges Bauernhaus          |
| Marktplatz 7 (Standort)                                                                                       | Ehemaliges Pfründehaus               | stattlicher, zweigeschossiger Massivbau mit Mansardwalmdach, erbaut 1842. | D-7-77-175-7  | Ehemaliges Pfründehaus         |
| Marktplatz 9 (Standort)                                                                                       | Ehemaliges Schloss                   | Ehemaliges Schloss der stiftkemptischen Vögte und Pfleger, im 19. Jahrhundert Gasthof, jetzt Sitz der Marktgemeindeverwaltung; mächtiger, das Ortsbild beherrschender dreigeschossiger Bau mit steilem Satteldach, 1594 weitgehender Umbau über älterem Kern, 1695/96 innen barockisiert, Ecktürmchen mit Schweifhauben modern erneuert | D-7-77-175-8  | weitere Bilder                 |
| Reinhardsrieder Straße 6 (Standort)                                                                           | Bauernhaus                           | Steilsatteldach, über Tenntor Andreaskreuz und Jahreszahl 1811 mit Inschrift; Zwerchbau mit Walmdach, 18./19. Jahrhundert | D-7-77-175-10 | Bauernhaus                     |
| Reinhardsrieder Ösch (im Feld zwischen Kraftisried und Unterthingau unmittelbar nördlich der B 12) (Standort) | Katholische Kapelle Maria Trost      | im Kern Lorettokapelle von 1641, 1692 erweitert; 1760 umgestaltet, mit Ausstattung | D-7-77-175-11 | weitere Bilder                 |
| Seelenberg (1300 m ostwärts von Unterthingau) (Standort)                                                      | Seelenkapelle                        | kleiner Rechteckraum mit Satteldach und offenem Dachreiter mit Spitzhelm, erbaut 1704; mit Ausstattung | D-7-77-175-12 | weitere Bilder                 |

### Brandeln
| Lage                                 | Objekt     | Beschreibung                                                                                               | Akten-Nr.     | Bild       |
| ------------------------------------ | ---------- | --- | ------------- | ---------- |
| Reinhardsrieder Straße 14 (Standort) | Bauernhaus | zweigeschossiger Satteldachbau mit angeschlossenem Wirtschaftsteil, im Kern zweite Hälfte 18. Jahrhundert. | D-7-77-175-34 | Bauernhaus |

### Eichelschwang
| Lage               | Objekt | Beschreibung                                                                               | Akten-Nr.     | Bild |
| ------------------ | ------ | ------------------------------------------------------------------------------------------ | ------------- | ---- |
| Im Sala (Standort) | Stadel | eingeschossiger, verschalter Ständerbau mit Satteldach, 1818 (dendrochronologisch datiert) | D-7-77-175-36 | BW   |

### Eschenau
| Lage                                 | Objekt                                    | Beschreibung              | Akten-Nr.     | Bild     |
| ------------------------------------ | ----------------------------------------- | ------------------------- | ------------- | -------- |
| Eschenau 1 (an der Mühle) (Standort) | Wandbild                                  | 1. Hälfte 19. Jahrhundert | D-7-77-175-13 | Wandbild |
| Eschenau 3 (Standort)                | Historische Ausstattung der Marienkapelle | in Neubau von 1957/58     | D-7-77-175-14 | BW       |

### Heuwang
| Lage                                          | Objekt     | Beschreibung                                                                         | Akten-Nr.     | Bild       |
| --------------------------------------------- | ---------- | ------------------------------------------------------------------------------------ | ------------- | ---------- |
| Heuwang (südlich von Haus Nr. 1 a) (Standort) | Wegkapelle | kleiner Satteldachbau mit Segmentbogenschluss, Ende 19. Jahrhundert; mit Ausstattung | D-7-77-175-15 | Wegkapelle |

### Oberthingau
| Lage                      | Objekt                             | Beschreibung | Akten-Nr.     | Bild                  |
| ------------------------- | ---------------------------------- | --- | ------------- | --------------------- |
| Hauptstraße 4 (Standort)  | Schmiedeeiserner Wirtshausausleger | 18. Jahrhundert. | D-7-77-175-16 | BW                    |
| Hauptstraße 17 (Standort) | Ehemaliges Bauernhaus              | zweigeschossiger Bau mit Flachsatteldach, profiliertem Bug und Kerbschnitzerei, im Kern 1. Hälfte 18. Jh., verändert. | D-7-77-175-17 | Ehemaliges Bauernhaus |
| Hauptstraße 36 (Standort) | Hausfigur                          | ritterlicher Heiliger, als hl. Gambrinus verändert, spätes 17. Jahrhundert. | D-7-77-175-18 | Hausfigur             |
| Kirchberg 1 (Standort)    | Kath. Pfarrkirche St. Stephan      | im Kern gotische Anlage mit eingezogenem Dreiseitchor und mächtigem Satteldachturm im nördlichen Chorwinkel, bez. 1496, 1681/83 umgebaut und erhöht, südlich Gnadenkapelle über achteckigem Grundriss mit neuneckigem Attikageschoss, 1684, nördlich zweigeschossiger Sakristeianbau, gleichzeitig, Erneuerungen im 18. Jh.; mit Ausstattung. | D-7-77-175-19 | weitere Bilder        |
| Langweid 3 (Standort)     | Bauernhaus                         | verputzter Mitterstallbau in Ständerbohlenbauweise mit Flachsatteldach und zweigeschossigem Wohnteil, im Kern 17./18. Jh. | D-7-77-175-35 | Bauernhaus            |
| Langweid 15 (Standort)    | Bauernhaus                         | Mittertennbau, zweigeschossiger Wohnteil als verputzter Ständerbau, Hakenschopf mit alter Verbretterung, Nasen-Kopfbügen und Andreaskreuz, Ende 17. Jahrhundert | D-7-77-175-20 | Bauernhaus            |
| Langweid 16 (Standort)    | Bauernhaus                         | Mittertennbau; zweigeschossiger Wohnteil als verputzter Ständerbau, Hakenschopf, Tennenbundwerk, profilierte Kopfbüge, Anfang 18. Jahrhundert | D-7-77-175-21 | Bauernhaus            |

### Osterberg
| Lage                   | Objekt     | Beschreibung                                                                                                 | Akten-Nr.     | Bild       |
| ---------------------- | ---------- | --- | ------------- | ---------- |
| Osterberg 5 (Standort) | Bauernhaus | zweigeschossiger, teils verputzter Ständerbau mit doppeltem Hakenschopf, Andreaskreuz über Tenne, bez. 1829. | D-7-77-175-22 | Bauernhaus |

### Reinhardsried
| Lage                     | Objekt                            | Beschreibung | Akten-Nr.     | Bild                              |
| ------------------------ | --------------------------------- | --- | ------------- | --------------------------------- |
| Dorfstraße 3 (Standort)  | Bauernhaus                        | zweigeschossiger, traufständiger Satteldachbau, über der Tenne Andreaskreuz, im Kern 1. Hälfte 18. Jahrhundert. | D-7-77-175-24 | Bauernhaus                        |
| Kapellenweg 1 (Standort) | Katholische Filialkirche St. Anna | Chorturm und Langhaus um 1500 erbaut, 1605 verlängert, im 17./18. Jahrhundert umgestaltet; mit Ausstattung.     | D-7-77-175-23 | Katholische Filialkirche St. Anna |
| Kapellenweg 3 (Standort) | Bauernhaus                        | zweigeschossiger Satteldachbau mit Andreaskreuz über Tenne, 2. Viertel 19. Jahrhundert.                         | D-7-77-175-26 | Bauernhaus                        |

### Ried
| Lage                      | Objekt              | Beschreibung | Akten-Nr.     | Bild                |
| ------------------------- | ------------------- | --- | ------------- | ------------------- |
| Ringweg 1 (Standort)      | Bauernhaus          | zweigeschossiger Mitterstallbau mit Satteldach, Hakenschopf und beschnitzter Flugpfette, im Kern 2. Hälfte 18. Jahrhundert.                | D-7-77-175-30 | Bauernhaus          |
| Weiherstraße 7 (Standort) | Kath. Marienkapelle | gestreckter Walmdachbau mit Dreiseitschluss und offenem dachreiter mit Spitzdach, im Kern 1690, Dachreiter 1934 erneuert; mit Ausstattung. | D-7-77-175-31 | Kath. Marienkapelle |

## Ehemalige Baudenkmäler
In diesem Abschnitt sind Objekte aufgeführt, die früher einmal in der Denkmalliste eingetragen waren, jetzt aber nicht mehr. Objekte, die in anderem Zusammenhang also z. B. als Teil eines Baudenkmals weiter eingetragen sind, sollen hier nicht aufgeführt werden. Aktennummern in diesem Abschnitt sind ehemalige, jetzt nicht mehr gültige Aktennummern.

| Lage                           | Objekt  | Beschreibung | Akten-Nr.     | Bild    |
| ------------------------------ | ------- | --- | ------------- | ------- |
| Eschenau Eschenau 1 (Standort) | Stadel  | Ständerbau mit Kniestock und kurzen Andreaskreuzen, Anfang 19. Jahrhundert (das Wandbild an der Mühle ist als D-7-77-175-13 weiterhin in der Denkmalliste eingetragen) | D-7-77-175-13 | Stadel  |
| Eschenau Eschenau 3 (Standort) | Kapelle | 1957/58 (die historische Ausstattung ist als D-7-77-175-14 weiterhin in der Denkmalliste eingetragen)                                                                  | D-7-77-175-14 | Kapelle |